# Крајковићи (Равно)
Крајковићи је насељено место у општини Равно која административно припада Херцеговачко-неретванском кантону, Федерација БиХ, Босна и Херцеговина. Крајковићи је подељено међуентитетском линијом између града Требиња и општине Равно. Према попису становништва из 2013. у насељу није било становника.

## Становништво
У насељу је према попису становништва из 1991. године живело 23 становника, а насеље је било већински настањено Србима. Према попису из 2013. године насеље је без становника.
| Националност | 2013. | 1991.      | 1981.      | 1971.     |
| Срби         | —     | 19 (82,6%) | 19 (67,9%) | 45 (100%) |
| Југословени  | —     | 3 (13%)    | 9 (32,1%)  | —         |
| остали       | —     | 1 (4,4%)   | —          | —         |
| Укупно       | 0     | 23         | 28         | 45        |